# Mescalin
Mescalin, hay 3,4,5-trimethoxyphenethylamin, là một alkaloid tự nhiên gây ảo giác thuộc lớp phenethylamine, được biết tới với tác dụng gây ảo giác tương tự LSD và psilocybin.
Nó được tìm thấy tự nhiên trong xương rồng Lophophora williamsii, Echinopsis pachanoi và Echinopsis peruviana, cũng như trong một số loài thuộc họ xương rồng khác. Nó cũng có mặt ở một số thành viên họ Fabaceae (họ Đậu), ví dụ Acacia berlandieri.